# Kurt Votava
Kurt Wolff-Votava (* 5. März 1946 in Oed bei Amstetten, Niederösterreich; † 28. Mai 2021 in Wien) war ein österreichischer Moderator, der vor allem durch die jahrzehntelang ausgestrahlte Radiosendung „Autofahrer unterwegs“ im ORF Bekanntheit erlangte.

## Leben
Kurt Votava wurde in den 1970er-Jahren auch als Conférencier und Ansager bekannt. In dieser Rolle moderierte er zahlreiche Shows und war Ansager bei vielen Konzertereignissen, unter anderem in der Wiener Stadthalle. Damals war es üblich, auch bei Rock-Konzerten einen Ansager einzusetzen, der das Motto der Band oder ihrer Tour anzukündigen hatte. Am 19. Juli 1976 moderierte Votava zum ersten Mal die Sendung „Autofahrer unterwegs“.
Votava fungierte weiters als Reporter für das Studio Wien des ORF und war als einer der ersten Medienvertreter beim Einsturz der Reichsbrücke am 1. August 1976 unmittelbar nach der Katastrophe an Ort und Stelle, um einen Bericht durchzugeben. Zu solchen Einsätzen trugen seine sehr guten Beziehungen zu Feuerwehr und Polizei wesentlich bei, wodurch er bestimmte Informationen früher erhielt als viele andere.
In den 1970er- und 1980er-Jahren wurde er vom Studio Wien auch oft eingeteilt, wenn über offizielle Veranstaltungen der Stadt Wien im Ausland zu berichten war, da er sich bester Beziehungen zu den führenden sozialdemokratischen Stadtpolitikern erfreute. So hatte er 1978 über die Ausstellung Wintertime in Vienna aus Chicago zu berichten, 1979 aus Australien. 1980 wurde Votava als Nachfolger von Walter Niesner Chef der Autofahrer-Sendung.
Er wurde schon in seinen mittleren Lebensjahren mit hohen Auszeichnungen gewürdigt. Mitte der 1980er-Jahre heiratete er Renate Wolff, die damalige Juniorchefin des bekannten Heurigenbetriebes Wolff in Neustift am Walde, einem dörflichen Teil des 19. Wiener Gemeindebezirks; er führte seither den Familiennamen Wolff-Votava. Neben seiner beruflichen Arbeit war Wolff-Votava beim Wiener Roten Kreuz aktiv; 1990–1999 war er bei dieser Organisation Landesrettungskommandant.
In den 1990er-Jahren hatte er nach einem Unfall mit langwierigen Gesundheitsproblemen zu kämpfen, nahm dann aber seine Moderatorentätigkeit wieder auf. Am 5. April 1999 moderierte Wolff-Votava die letzte „Autofahrer unterwegs“-Sendung. Heute wird er gelegentlich als ORF-Legende bezeichnet.
Kurt Votavas 1970 geborener Sohn Gerald Votava, eines von vier Kindern Kurt Votavas, trat in die Fußstapfen seines Vaters, den er erst mit 18 Jahren kennengelernt hatte. Er arbeitet(e) als Radiomoderator im ORF (Ö3, FM4), Sänger, Kabarettist und Schauspieler. Außerdem hatte Kurt Wolff-Votava noch zwei Töchter und einen weiteren Sohn. Er wurde am Neustifter Friedhof bestattet.